# 金牙
金牙是将牙齿的可见部分用金制假体取代或覆盖的一种牙齿修复体。
金丝在很久以前就被用于牙科，在19世纪被用于填充牙齿上的洞。因金的延展性和几乎不受腐蚀而适用于牙科，且其类似天然牙齿的硬度使其在咀嚼时不会对天然牙齿造成伤害。牙科中更早使用金而非银，并持续用于某些特殊目的。牙齿修复体通常采用贵金属材料的组合体制作。在如今，牙科中使用的黄金量不到世界黄金使用总量的5%。
牙科行业现今在大多数牙冠和牙桥的制造中采用CAD/CAM工艺，而金的制造仍依赖古老的“失蜡”技术，后者需要大量的时间、技能和劳动力。随着技术发展，更好的CAD/CAM技术也随之出现。

### 第二次世界大战
在《奥斯威辛集中营》中，集中营幸存者Miklós Nyiszli博士（曾在約瑟夫·門格勒博士的医疗kommando任职）描述了“拔牙单位”。这些八人小组全部是“优秀的口腔科医生和牙科医生”，装备齐全的在“火葬场”工作，“一只手拿着撬棒，另一只手用鉗拔牙”。他们的工作是站在焚化炉前，撬开吸了毒气的囚犯的嘴，取得“所有的金牙、金桥和填充物”。牙齿被收集起来并储存在难民营，然后被送到帝国银行重新熔炼为金條，然后就可以直接出售。 

### 美国
金牙在二十世纪初开始在非裔美国人中流行，例如黑人拳击手傑克·強生。
1980年后，金镶嵌物和金箔制品在美国变得罕见。1980年代后期，这在纽约因布鲁克林本地人迈克·泰森而流行，他模仿自己的偶像傑克·強生做了金牙。Rakim和|Slick Rick等说唱歌手开始使用金牙套而非永久性金牙。这种趋势在纽约持续了十几年。

## 拓展阅读
- May, Meredith. . San Francisco Chronicle. May 1, 2005  [August 28, 2015]. （原始内容存档于2023-12-04）.